# Detektiv Rockford – Anruf genügt
Detektiv Rockford – Anruf genügt (orig. The Rockford Files) ist eine US-amerikanische Krimiserie aus den 1970er Jahren mit Hauptdarsteller James Garner.

## Handlung
James Scott Rockford, meist kurz Jim, verbrachte fünf Jahre unschuldig im Gefängnis von San Quentin. Nach seiner Rehabilitierung lässt er sich als Privatdetektiv nieder. Er wohnt neben der Pier von Malibu, am Pacific Coast Highway in einem Wohnwagen, der ihm auch als Büro dient.
Bei der Lösung seiner Fälle helfen ihm oftmals sein Vater Rocky, seine Freundin und Rechtsanwältin Beth und sein ehemaliger Mithäftling Angel. Zugang zu Polizeiakten verschafft ihm sein Freund, der Polizist Dennis Becker, der – obwohl stets überarbeitet, genervt und um seinen Job besorgt – doch immer wieder entsprechende „Dienstleistungen“ für Jim Rockford ausführt. Rockfords Honorar beträgt 200 Dollar pro Tag plus Spesen, die ihm seine Klienten aber oftmals schuldig bleiben.
Als Detektiv zeichnen Jim Rockford sein Einfallsreichtum, Einfühlungsvermögen und Redetalent aus. Mit Hilfe einer kleinen, mobilen Drucker-Presse kann er sich schnell eine Visitenkarte und somit eine passende Tarnung für seine Aktivitäten zulegen und erhält damit in der Regel die gewünschten Informationen. Selten trägt er seine Waffe, für die er ohnehin keine Erlaubnis besitzt. Diese bewahrt Rockford in einer Kaffeedose in seiner Küche auf, denn der Kaffee schütze – wie er bisweilen scherzhaft bekundet – die Waffe gut gegen die salzige Seeluft.

## Entstehung
| Figur                   | Darsteller                       | Deutscher Sprecher                                                                  |
| ----------------------- | -------------------------------- | ----------------------------------------------------------------------------------- |
| Jim Rockford            | James Garner                     | Claus Biederstaedt                                                                  |
| Joseph „Rocky“ Rockford | Robert Donley (Pilot) Noah Beery | Manfred Steffen                                                                     |
| Beth Davenport          | Gretchen Corbett                 | Katrin Miclette (ARD) Christina Hoeltel (RTL)                                       |
| Evelyn „Angel“ Martin   | Stuart Margolin                  | Gottfried Kramer (ARD) Hans-Rainer Müller (RTL)                                     |
| Sgt. Dennis Becker      | Joe Santos                       | Peter Kirchberger (ARD, St. 1–2) Wolfgang Draeger (ARD, ab St. 3) Arnim Andre (RTL) |
| Lt. Doug Chapman        | James Luisi                      | Reiner Brönneke (ARD) Reinhard Glemnitz (RTL)                                       |
| Lt. Alex Diel           | Tom Atkins                       | Volker Lechtenbrink (ARD) Reinhard Brock (RTL)                                      |

Die Titelmusik zur Serie wurde von den Komponisten Mike Post und Pete Carpenter komponiert und befand sich mehrere Wochen in den US-amerikanischen Top-40-Charts. Berühmt war die Titelsequenz der Serie, die in Großaufnahme den Anrufbeantworter des Detektivs im Halbdunkel zeigte, wozu seine Ansage zu hören war: „Hier ist Jim Rockford. Bitte nennen Sie Ihren Namen, Ihre Nummer, ich rufe zurück.“ Nach der Ansage folgte dann die Nachricht, die der Anrufer hinterlassen hatte und die in der Regel eine für Rockford unerfreuliche Information beinhaltete. Als die Serie in Deutschland ausgestrahlt wurde, waren Anrufbeantworter dort noch kaum gebräuchlich.
Garners Auto in der Serie war ein Pontiac Firebird 400. Das Kennzeichen lautete 853 OKG. Das war eine Idee von Garners Agent. Es stand für Oklahoma Garner und August 1953, den Beginn von Garners Schauspielkarriere. Rockfords Wohnwagen stand zu Beginn der Serie auf einem Parkplatz am Malibu Pier, direkt am Pacific Coast Highway. Als Adresse wurde 2354 Ocean Boulevard, Los Angeles genannt. Später stand der Wohnwagen am Paradise Cove. Die Anschrift lautete 29 Paradise Cove Road, Malibu, CA 90265. Das Paradise Cove Beach Cafe, das häufig in der Serie zu sehen ist, befindet sich immer noch dort.
Folgende Gaststars waren zu sehen:
- Lindsay Wagner Pilotfilm: Die schwarze Witwe, St. 1: Der Unfall des Senators
- Julie Sommars St. 1: Der Vatermörder
- James Woods St. 1: Der Vatermörder
- Joseph Cotten St. 1: Wer ist Mark Chalmers
- James Cromwell St. 1: Wer erschoß Carl?
- Susan Strasberg St. 1: Wer erschoß Carl?, St. 2: Blüten-Träume
- Jill Clayburgh St. 1: Kunstwerke gefällig
- Linda Evans St. 1: Liebe-Drogen-Tod, Ein Trick hoch zwei
- Joan Van Ark St. 1: Der ehrenwerte Mr. Corolla (9)
- Lynnette Mettey St. 1: Freund oder Feind (10)
- Hector Elizondo St. 1: Rätsel um Jennifer, St. 5: Der Mordauftrag
- Robert Webber St. 1: Der Unfall des Senators, St. 2: Zu tot um schön zu sein
- Isaac Hayes St. 2: Der Schrecken des C-Blocks, St. 3: Erbe gesucht, St. 4: Die bessere Hälfte
- Stefanie Powers St. 2: Ein schönes Paar
- John Saxon St. 2: Der gute alte Dave
- Louis Gossett junior St. 2: Foul im ersten Play, St. 3: Erbe gesucht
- Ron Silver St. 2: Drei falsche Vögel
- Sharon Gless St. 1:Wer ist Mark Chalmers, St. 3: Der vierte Mann
- Burt Young St. 3: Wo bleibt Daddy?
- Conchata Ferrell St. 3: Unter Mordverdacht
- Robert Loggia St. 3: Millionär auf Zeit
- Ned Beatty St. 3: Des Pudels Kern
- Roger E. Mosley St. 3: Unverhofft kommt oft
- Dionne Warwick St. 4: Die bessere Hälfte
- Larry Hagman St. 4: Das Feigenblatt
- Rita Moreno St. 4: Gewerbe mit goldenem Boden
- Harold Sakata St. 4: Der Club der Manager
- Pernell Roberts St. 4: Computer hört mit
- Tom Selleck St. 5: Der weiße Ritter, St. 6: Zu viele Köche
- Ed Harris St. 5: Die Tücken der Karriere
- René Auberjonois St. 5: Wo viel Licht ist…
- Kathryn Harrold St. 5: Black Mirror, St. 6: Traum vom Glück
- Barbara Mandrell St. 6: Traum vom Glück
- Lauren Bacall St. 6: Große Tiere, kleine Fische

Die Serie wurde offiziell wegen gesundheitlicher Probleme Garners während der Dreharbeiten zur sechsten Staffel eingestellt.

## Ausstrahlung in Deutschland
Die ARD zeigte ab dem 11. März 1976 24 Episoden in wahlloser Reihenfolge; ab Mai 1978 folgten weitere 33 Folgen und ab Mai 1980 schließlich noch einmal acht. Damit waren bis September 1980 65 der insgesamt 123 Episoden gesendet worden. Alle Folgen waren von 48 auf ca. 43 Minuten gekürzt worden. Ab März 1995 strahlte RTL erstmals zwölf Folgen vollständig aus, 1996 folgten zehn weitere. Ab 1997 strahlte der Sender VOX 16 neue Folgen aus; die restlichen 16 Episoden reichte 1998 RTL II nach. Damit waren alle Episoden in Deutschland ausgestrahlt worden; 46 Folgen allerdings nur in der gekürzten ARD-Fassung.
Alle Figuren bis auf Jim Rockford und seinen Vater erhielten nach dem Senderwechsel andere Sprecher. Die ARD-Folgen wurden in Hamburg bearbeitet; die RTL-Episoden in München. 19 Folgen der ersten beiden Staffeln waren bereits gekürzt in der ARD zu sehen und erhielten von RTL eine Neusynchronisation. Die ARD-Fassungen dieser Episoden wurden seitdem nicht mehr verwendet.
Am 16. April 2024 startete bei ARD One eine Wiederholung der Serie. Neu ist dabei die auf dem 2. Tonkanal verfügbare englische Originalversion.
Mittlerweile wurden sowohl die Serie auf DVD und Blu-ray als auch die späteren Filme auf DVD veröffentlicht.

## Rezeption
Neben unzähligen Nominierungen, wie z. B. für den Golden Globe, gewann die Serie insgesamt vier Emmys, unter anderem 1977 für den Besten Schauspieler und 1978 als Best Dramatic Series.
Die im Film gezeigte 180-Grad-Wendung über die durchgezogene Mittellinie der Straße mit durchdrehenden Reifen fehlt noch heute in fast keiner filmischen Verfolgungsjagd und ist als Rockford-Wende in den US-amerikanischen Sprachgebrauch eingegangen.

## Fortsetzung
Zwischen 1994 und 1999 entstanden acht weitere Fernsehfilme mit der Originalbesetzung. Es fehlte lediglich der schwerkranke Noah Beery Jr., der noch während der Dreharbeiten des ersten Films verstarb.
- 1994: L. A. – Ich liebe dich (I Still Love L. A.)
- 1995: Ende gut, alles gut (A Blessing in Disguise)
- 1996: Teuflisches Komplott (If The Frame Fits)
- 1996: Eine Frage der Ehre (Godfather Knows Best)
- 1996: Falsche Freunde (Friends and Foul Play)
- 1996: Russisches Roulette (Punishment and Crime)
- 1997: Detektiv im Rampenlicht (Murder and Misdemeanors)
- 1999: Nur Blut verkauft sich gut (If it Bleeds… It Leads)

Im Juli 2009 wurde bekannt, dass NBC, Universal Media Studios und Steve Carells Carousel Television gemeinsam eine Neuverfilmung der Serie produzieren wollten. David Shore, der Erfinder von Dr. House, sollte die Drehbücher schreiben und als ausführender Produzent fungieren. Von der Besetzung wurde bekannt, dass Jim Rockford von Dermot Mulroney verkörpert werden solle, sein Vater Joseph „Rocky“ Rockford von Beau Bridges und Dennis Becker von Alan Tudyk. Im Mai 2010 entschied sich NBC trotz des fertigen Pilotfilms jedoch gegen die Produktion.